# Пятый ангел
«Пя́тый а́нгел» — российский многосерийный драматический телевизионный художественный фильм режиссёра Владимира Фокина, снятый в 2003 году по роману Эдуарда Володарского «Охотник за черепами».
Премьерный показ телеромана состоялся 31 марта 2003 года на телеканале «НТВ».
Эпиграф картины — «Пятый ангел вострубил и отворился кладезь бездны. Из дыма вышла саранча на землю и дана была ей власть…» (слова из «Апокалипсиса»).

## Сюжет
В телеромане «Пятый ангел» переплетаются две сюжетные линии.
Первая — это история еврейского мальчика Гриши, родившегося в 1950 году в Харькове в семье портного Моисея Абрамовича Плоткина. Юноша проявляет хорошие математические способности, поступает в вуз, но карьера учёного его не прельщает. С юности он увлекается процессом зарабатывания денег и к моменту распада СССР, сделав великолепную финансовую карьеру, становится преуспевающим дельцом, олигархом, обладателем крупного состояния.
Вторая сюжетная линия — это история расследования криминального московского журналиста с безупречной репутацией Дмитрия Глухарёва, который раскапывает подробности махинаций Плоткина, на которых выросло за столь короткое время его немыслимое богатство. Собранные журналистом компрометирующие материалы способствуют гибели людей, близких и к Глухарёву, и к Плоткину. А прекращается эта кровопролитная война элементарно — Глухарёва, его свободу слова просто покупают…

## В ролях
- Владимир Ерёмин — Дмитрий Романович Глухарёв, московский журналист, «охотник за черепами»
- Евгений Князев — Григорий Моисеевич Плоткин, олигарх, «теневой» владелец компании «Кентавр»
- Владимир Фокин — Леонард Юрьевич Гудилин, президент банка, крупный бизнесмен
- Лия Ахеджакова — Сара, домохозяйка, жена Моисея Абрамовича Плоткина, мать Григория
- Альберт Филозов — Моисей Абрамович Плоткин, харьковский портной, муж Сары, отец Григория
- Светлана Крючкова — Алевтина Петровна Маленькая, бухгалтер компании «Кентавр»
- Иван Шабалтас — Владимир Амбросиевич Тельнов, помощник олигарха Плоткина
- Сергей Юрский — Яков Семёнович Губерман, дядя Григория Плоткина
- Елена Шанина — Галина, жена Дмитрия Глухарёва, мать Сергея и Павла
- Александр Мезенцев — Марк Михайлович Бернштейн, эксперт по рынкам, консультант ФСБ, член правления компании «Кентавр»
- Полина Фокина — Антонина, соседка семьи Плоткиных по харьковской квартире
- Дарья Михайлова — Юлия Плоткина, жена олигарха Григория Моисеевича Плоткина
- Саша Лиманов — Гриша Плоткин (в отрочестве)
- Александр Пашутин — Геннадий Игоревич Быканов, генеральный директор проноюганского нефтеперерабатывающего комбината
- Владимир Качан — читает текст от автора
- Алексей Макаров — Степан, охранник Григория Моисеевича Плоткина
- Андрей Бронников — Амбросий, отец Владимира Тельнова
- Игорь Ключник — Лёвка Гуренко
- Тамара Сёмина — мать Владимира Тельнова
- Ольга Родионова — Таня Вудрайтис
- Владимир Стержаков — Антон Степанович, главный редактор московской газеты, начальник Дмитрия Глухарёва
- Галина Петрова — Таисия Григорьевна, секретарь главного редактора московской газеты
- Юрий Назаров — Василий Глухарёв
- Степан Старчиков — Заболотный, майор
- Ирина Знаменщикова — Тамара Заболотная
- Александр Цуркан — Валерий Касаткин
- Валерий Жуков — директор галошной фабрики
- Альсаиди Ариф Абдулла — Шейх
- Хуршад Азимов — переводчик
- Мухаммед Али — Роберт Гаригенович, заместитель генерального директора проноюганского нефтеперерабатывающего комбината Быканова
- Наталья Харахорина — Наталья Андреевна, жена (затем — вдова) Геннадия Игоревича Быканова
- Евгений Куршинский — Гарик
- Олег Марусев — Акимушкин, депутат, приятель Дмитрия Глухарёва
- Алексей Краснопольский — директор НИИ
- Вячеслав Разбегаев — Турпал Салбиев, помощник Леонарда Юрьевича Гудилина
- Владимир Вдовиченков — «Опекун» журналиста Дмитрия Глухарёва
- Елена Бушуева — директор дома престарелых
- Сергей Астахов — рэкетир
- Анатолий Руденко — Владимир Амбросьевич Тельнов (в юности)
- Татьяна Абрамова — Марина
- Виталий Зикора — Судаков
- Андрей Губин — Павел Глухарёв, сын Дмитрия и Галины Глухарёвых
- Сергей Муравьёв — Сергей Глухарёв, старший сын Дмитрия и Галины Глухарёвых
- Денис Кошкин — Гриша Плоткин (в детстве)
- Олег Долин — Григорий Плоткин (в юности)
- Григорий Видинеев — Дмитрий Глухарёв (в юности)
- Николай Сморчков — заключённый в СИЗО
- Александр Лымарев — эпизод
- Александр Карпов — сценарист

## Съёмочная группа
- Генеральный продюсер: Владилен Арсеньев
- Автор сценария: Володарский, Эдуард Яковлевич
- Режиссёр: Фокин, Владимир Петрович
- Оператор-постановщик:
  - Борис Брожовский
  - Владимир Быховский
  - Анатолий Сусеков
  - Мария Соловьёва
- Художник-постановщик:
  - Вадим Кислых
  - Анатолий Кочуров
  - Владимир Семёнов
- Композитор: Дашкевич, Владимир Сергеевич
- Дирижёр: Алексей Виноградов
- Директор картины: Давид Ткебучава

## Съёмки
Первый съёмочный день фильма «Пятый ангел» прошёл 11 сентября 2001 года на Гоголевском бульваре в Москве.